# Letty Aronson
Ellen Letty Aronson (nascida Konigsberg; 30 de novembro de 1943) é uma produtora cinematográfica norte-americana. Como reconhecimento, foi indicada ao Oscar 2012 na categoria de Melhor Filme por Midnight in Paris. É irmã mais nova do roteirista e cineasta Woody Allen.